# ロストック＝ラーゲ空港
ロストック＝ラーゲ空港（ドイツ語: Flughafen Rostock-Laage）は、ドイツ連邦共和国メクレンブルク＝フォアポンメルン州ロストック郡に所在する地方空港。空港敷地はラーゲ町のクロンスカンプ地区とヴァイテンドルフ地区にまたがっており、民間航空とドイツ連邦軍が共用している。空港の運営についてはロストック＝ラーゲ＝ギュストロー空港GmbHが担当している。

## 歴史
ロストック空港の歴史は20世紀初頭にまで遡れる。第一次世界大戦前に高砂丘地帯（de:Hohe Düne）に水上機用発着水面と滑走路を備えた複合施設が建設された。第一次世界大戦中はドイツ帝国軍が使用したが、戦後は民間利用が始まり、水上税関を備える地方空港として発展する。また、空港はドイツ・パイロット学校の機能を持つと宣言され、その後のパイロット訓練に重要な役割を担った。さらにエルンスト・ハインケル航空機製造会社は飛行場に面した最初の業務拠点を開設した。1930年代にはドイツ国防軍や軍需産業によって再び軍事利用され第二次世界大戦終結まで継続する。1935年以来ロストック空港の付近には、ハインケル航空機製造会社とアラド航空機製造工場はグロース・クラインとマリーエンエーエに業務用飛行場を保有する。
1945年4月の戦争終結前にルフトハンザドイツ航空は、スカンジナビアへ最後の定期便を離陸させた。第二次世界大戦後は飛行場にあった航空機工場は解体される。これによりロストック市には空港がなくなる。1950年代からロストック市東部に新空港の建設計画が始まるが実現は困難であった。
1984年に国家人民軍ラーゲ軍用飛行場として再開される。ここには第77戦闘爆撃航空団と第28海軍航空団が駐留し、国家人民軍空軍が、東西再統一後は連邦空軍が管理した。1992年から民間航空の利用が始まることになり、これにより同年1月に共同使用契約が締結され軍専用飛行場から官民共用の空港となる。新たに設立されたロストック＝ラーゲ＝ギュストロー空港会社は第1旅客ターミナルの建設を開始し航空事業に必要な施設の整備に取り掛かった。また、民間空港としての名称であるロストック＝ラーゲ空港が与えられる。
当初は航空輸送業務については国内定期便が中心であったため、空港は休日利用で繁盛する。将来の利用客増大に備えて、2つのボーディング・ブリッジを含む新旅客ターミナル「ハンス・ヨアヒム・フォン・パプスト・オハイン」（最大300,000人の乗客を収容）が2005年9月9日に開設される。ターミナルにはメクレンブルク＝フォアポンメルン州における飛行機の歴史を伝えるべくハインケル He178（世界初のジェット機）のレプリカが展示されている。
2007年1月には空港連絡道が新たに開通した。これにより自動車で空港を訪れる際にはヴァイテンドルフを通過する必要がなくなった。
オストゼー・ツァイトゥンクによれば旅客数が増加しているにもかかわらず、自治体は年間600,000ユーロの赤字を出しているとされる。

## 民間航空
滑走路の南側に一般客用ターミナルのほか、貨物地区、管理地区、メクレンブルク＝フォアポンメルン州警察ヘリコプター隊などが広大な施設に組み込まれている。民間航空については定期便のほか、チャーター便の発着に提供されている。
チャーター便については年間旅客数が増加している空港の一つでもある。2005年には約178,000人であったのが2009年には約152,000人となっている。2009年夏にはブルガリアン・エア・チャーターがブルガリアの地方都市ブルガスとヴァルナに毎週それぞれの個別状況でチャーター便が発着している。また、エア・ベルリンはロドス島に週1回、パルマ・デ・マヨルカに週3回の頻度で発着している。スカイ・エアラインズ（週2回）とサンエクスプレス（週1回）はトルコ共和国のアンタルヤへの便を就航させている。2009年3月にはイズミル行も就航する。チュニジアのヌーベルエアは1年間だけロストックから観光地であるモナスティルにチャーター便を就航させていた。2010年夏からヘルヴェティック・エアウェイズは週2回の運行でチューリッヒとバルト海方面にチャーター便を就航する予定。
定期便については2008年5月にジャーマンウイングスがケルン行の国内線を就航させる。この路線については週4回の往復からなっている。同社はロストックからシュトゥットガルトにも路線を就航させる。2008年6月4日から8月30日までの期間限定でライアンエアーはストックホルム・スカブスタ空港行の試験運用がなされる。2010年3月27日からルフトハンザ・シティーラインは土曜日の午前と日曜日の夕方にミュンヘン行の限定便をだす。同路線ついてはオストフリージッシュ航空が10月末までに週12便を引き継ぐ。2005年までロストック空港はドイツポストの夜間便システムに利用され、この便のためにルフトハンザ航空はボーイング737を貸切で提供していた。
ジェネアビ（General Aviation）については商業航空のみならず航空スポーツにも人気ポイントの一つとなっている。

## 配置部隊
ドイツ連邦空軍により空港北部の滑走路と誘導路の一帯はラーゲ航空基地と呼称される。基地には第73戦闘航空団「シュタインホフ」が配置され、ドイツ連邦空軍で最初にユーロファイター タイフーン戦闘機が配備された。ユーロファイター配備まで第73戦闘航空団は、1990年のドイツ再統一により国家人民軍航空軍から引き継いだ、ソビエト連邦製のMiG-29戦闘機を配備する唯一の連邦空軍部隊であった。
- 第73戦闘航空団「シュタインホフ」（空軍）
- 民間業務生涯教育係（空軍）
- ラーゲ衛生センター（救業軍）
- ロストック連邦軍業務センター分所（国防施設管理・環境保護部）